# Scenopinus estesi
Scenopinus estesi är en tvåvingeart som beskrevs av Kelsey 1971. Scenopinus estesi ingår i släktet Scenopinus och familjen fönsterflugor.
Artens utbredningsområde är Kalifornien. Inga underarter finns listade i Catalogue of Life.